# M'Lili
M'Lili (em árabe: مليلى) é uma cidade e comuna localizada na província de Biskra, Argélia. Segundo o censo de 2008, a população total da cidade era de 6 497 habitantes.